# 上拉沙伊德
上拉沙伊德是德国莱茵兰-普法尔茨州的一个市镇。总面积9.39平方公里，总人口131人，其中男性69人，女性62人（2011年12月31日），人口密度14人/平方公里。